# Farrago (растение)
Farrago  (лат.) — монотипный род однодольных растений семейства Злаки (Poaceae), включающий вид Farrago racemosa Clayton. Выделен британским ботаником Уильямом Дереком Клайтоном в 1967 году.

## Распространение
Единственный вид является эндемиком Танзании, распространён на юге страны.

## Общая характеристика
Терофиты. Однолетние травянистые растения высотой 25—50 см с прямым жилистым стеблем. Соцветие кистевидное, несёт по три смещённых эллиптических колоска длиной 0,25—0,3 см. Цветков по одному на каждом колоске. Плод — зерновка двояковыпуклой эллипсоидной формы.